# Ken Bates
Kenneth William Bates (Ealing, 4 dicembre 1931) è un imprenditore e dirigente sportivo inglese, già proprietario del Chelsea e del Leeds Utd. A causa del suo carattere, che lo portò ad avere spesso problemi con le tifoserie, è una delle figure più controverse nel panorama calcistico inglese.

## Biografia
Bates nacque ad Ealing nel 1931. Sua madre morì molto presto, ma il padre, separato da lei, non si prese cure del figlio, e dunque il piccolo venne allevato dai nonni materni. Con una grande passione per il calcio, tentò di proporsi nelle file del Q.P.R., ma la sua iscrizione venne rifiutata. Fece la sua fortuna, invece, nell'industria dei trasporti, e più tardi riuscì ad entrare anche nel settore delle cave e in quello farmaceutico. Tra gli anni 60 e 70 partecipò a molti progetti, tra cui la fondazione della Irish Trust Bank, completata nel 1976 e rivelatasi un fallimento, a causa della quale innumerevoli piccoli investitori persero tutto. Sposatosi due volte, Bates ebbe cinque figli. Prima che la sua carriera di dirigente nel mondo calcistico decollasse davvero, nel giro di cinque anni venne eletto presidente prima dell'Oldham Athletic e poi del Wigan Athletic.
Attualmente risiede nel Principato di Monaco poiché evase più volte dal fisco britannico. Nonostante ciò, ha ricevuto il permesso dal governo inglese di poter visitare la madrepatria per un totale di 90 giorni ogni anno.

### Chelsea
Nel 1982, Bates acquistò il Chelsea per una sola sterlina. Infatti, a quel tempo il club era in gravissime difficoltà finanziarie e, retrocesso in Second Division, era anche oggetto di critiche pesanti a causa dell'esistenza di parecchi hooligan tra le file dei suoi tifosi. Nei primi anni di sua presidenza, vinse un'importante battaglia legale contro Marler Estates, il quale voleva strappare alla società parte dell'amato stadio di Stamford Bridge. Dopo il fallimento delle imprese di Estates, Bates lo convinse a fondare assieme a lui la società Chelsea Pitch Owners, la quale avrebbe amministrato il patrimonio immobile del club londinese. Inoltre, egli si impegnò molto per sconfiggere il fenomeno degli hooligan, soprattutto dopo che essi rivolsero pesanti insulti contro Paul Canoville, primo giocatore di colore della squadra.
La sua leadership al Chelsea durò 21 anni, durante i quali i suoi comportamenti, talvolta reputati eccessivi e inappropriati, vennero parecchio discussi dalla stampa e dalla televisione inglese. Una delle sue iniziative più osteggiate dalla critica fu quella di installare reti elettriche a Stamford Bridge per evitare le violenze degli hooligan a danno dei tifosi ospiti.
Un'altra questione controversa si accese quando espulse dalla squadra bandiere storiche e vincenti quali Ron Harris e Peter Osgood a causa delle loro aperte critiche ai suoi metodi. Nel 2002, poi, definì parassiti i membri del fan club Chelsea Independent Supporters Association, capitanato da David Johnstone.
Negli anni 90 venne coinvolto in un'accesa discussione con l'allora vicepresidente, Matthew Harding , riguardo alla differenza di vedute che i due possedevano sul futuro della società: questo fatto portò Bates a revocare l'incarico affidato a Harding. Le accuse reciproche tra i due terminarono, però, solamente dopo la morte dell'ex vicepresidente, avvenuta a causa di un incidente elicotteristico nell'ottobre del 1996. Ad ogni modo, ciò non evitò che Bates, intervistato mesi dopo la tragedia, definisse l'ex assistente come un "uomo malvagio".
Spesso incurante delle critiche che gli furono rivolte, Bates mise molta passione nell'amministrazione della società: esempio lampante fu la modernizzazione di Stamford Bridge, da lui fortemente voluta. Inoltre, prima dell'era Abramovich egli divenne il proprietario più vincente nella storia del Chelsea, grazie anche agli acquisti di campioni quali Gianfranco Zola e Marcel Desailly. Ciò nonostante, verso la fine del suo periodo da dirigente le sue spese fecero ripiombare la squadra in una nuova crisi finanziaria, con un buco da tappare di oltre 80 000 000 di sterline; nel 2003 fu così costretto a cedere la proprietà del club al magnate russo Roman Abramovich, dal quale riuscì a guadagnare addirittura 140 000 000 di sterline. Bates rimase presidente dei Blues fino al marzo 2004, quando presentò al nuovo patron le sue dimissioni.

### La FA e lo stadio di Wembley
Bates fu inoltre membro del comitato esecutivo dell'FA. Nel 1997, venne eletto presidente dello Stadio di Wembley fino al 2001, anno in cui decise spontaneamente di dimettersi. In quegli anni, fu criticato anche per aver detto che il miglior modo per ristrutturare lo stadio londinese sarebbe stato quello di sparare all'allora ministro dello sport, Kate Hoey.

### Leeds Utd
Nel gennaio 2005, dopo il cattivo affare dell'investimento nello Sheffield Wednesday, Bates comprò il 50% delle azioni del Leeds Utd, divenendone proprietario e presidente. In uno dei primi giorni dopo l'acquisto del club, egli affermò che quella sarebbe stata la sua ultima sfida.
Appena insediato, Bates ebbe subito una disputa col suo ex club, il Chelsea, accusandolo di aver tentato di plagiare tre suoi giovani giocatori, inducendoli a impuntarsi per essere ceduti ai Blues. Per tutta risposta, il Chelsea denunciò l'ex presidente alla FA, ed egli replicò definendo l'ex club come un gruppo di Siberiani, ovviamente in riferimento alle radici russe del patron Abramovich. Dopo quei fatti, la FA si schierò in difesa di Bates non prendendo alcun provvedimento disciplinare.
Tra le proposte di Bates per migliorare il proprio club, ci fu quello di riacquistare lo stadio di Elland Road oppure quello di Thorpe Arch.
Nel maggio 2007, Bates diede il via libera per vendere il club ad una società di nome Leeds United Football Club Limited, del quale è tuttora uno dei direttori. Durante la successiva estate, fu parecchio contestato dai tifosi della squadra, che ne chiesero inutilmente le dimissioni da presidente.